# Лука Навущанов
Лука Димитров Навущанов (Генчо) е деец на БРП (к). Участник в комунистическото движение по време на Втората световна война. Комунисически партизанин и командир на Партизански отряд „Георги Бенковски“.

## Биография
Лука Навущанов е роден на 14 юни 1909 г. в с. Поибрене, Панагюрско. Член на БКП. За политическа дейност е осъден по ЗЗД. Участва в комунистическото партизанско движение по време на Втората световна война. Член на Районен комитет на БPП (к) в гр. Сараньово. Излиза в нелегалност и е партизанин от 1942 г. Командир на Партизански отряд „Георги Бенковски“, образуван от Стрелченската и Панагюрската чета (1943). Командва множество бойни акции. Политкомисар на Партизански отряд „Панайот Волов“ (1944)..
Автор на мемоарната книга „По стъпките на септемврийци“, С., 1984 г.